# Centro Internacional de la Papa
El Centro Internacional de la Papa o CIPOTATO (en inglés International Potato Center) es uno de los mayores centros dedicados a la investigación científica en el mundo en papa, camote, yuca y otros tubérculos y raíces, con el objetivo de obtener el pleno alcance de sus capacidades alimenticias para beneficiar a los países en vías de desarrollo y c. Fue fundado y tiene su sede en Lima, Perú, desde 1971.
Tiene centros experimentales en Huancayo, en las alturas andinas, y en San Ramón, bosque pluvial del oriente peruano, de pendientes con cobertura, aprovechando de esta manera la variedad geográfica y de climas que posee el Perú. El CIP tiene otra área experimental en los Andes, en Quito, Ecuador así como una red de oficinas regionales y colaboradores alrededor del mundo, incluyendo Asia y África.

## Estructura
El CIP es una organización internacional financiada por el CGlAR, una alianza mundial de investigación agrícola que agrupa 15 centros de investigación. Recibe sus fondos principales de 58 gobiernos, fundaciones privadas y organizaciones internacionales y regionales.

## Objetivos
El Centro Internacional de la Papa tiene por objetivo disminuir la pobreza y alcanzar la seguridad alimentaria sobre bases sostenibles en los países en desarrollo, mediante la investigación científica y actividades relacionadas con la papa, el camote y otras raíces y tubérculos, y el manejo de los recursos naturales. 
El CIP promueve mejorar el rendimiento de la papa por hectárea cultivada teniendo como objetivo triplicar la capacidad de producción por hectárea mejorando el manejo de los recursos y especialmente la tecnología, habida en cuenta del ritmo de crecimiento de la población mundial. 

## Investigación
Personal de casi 30 países de Asia, África, Europa, Oceanía y América Latina, investigan e intercambian constantemente información sobre todas las variedades de papa actualmente existentes en el mundo. La investigación está dirigida a incrementar la producción de alimentos y fortalecer los sistemas agrícolas, para mejorar la calidad de vida de los países en desarrollo beneficiando a aquellos que no tienen ni capital, ni recursos, ni la semilla de calidad que el CIP les ofrece.
Son cuatro las áreas de investigación en el CIP:
- Sistemas de producción y ciencias sociales.
- Manejo de recursos naturales.
- Mejoramiento de cultivos y recursos genéticos.
- Protección de cultivos.

## Banco genético
El CIP tiene un banco genético con unos 5000 tipos diferentes de papa silvestre y cultivada, 6500 variedades de camote y más de 1300 tipos de otras raíces y tubérculos andinos provenientes de Perú,Ecuador y Bolivia. 
Igualmente, el CIP produce semillas de papa mejoradas para resistir a enfermedades, heladas y sequías. Asimismo, conserva una provisión de semilla sexual de cada papa, libre de contaminaciones y de fácil transporte, para ser usada en ocasión de catástrofes naturales y otras emergencias que se presenten en los países del mundo.

## Eventos
En mayo del 2018, el Congreso Internacional de la Papa tuvo lugar en Cuzco, Perú. En esta oportunidad, el CIP fue el principal organizador y recibió diferentes delegaciones de científicos y empresarios provenientes de variedad de lugares alrededor del mundo.